# Paracunaxoides newzealandicus
Paracunaxoides newzealandicus är en spindeldjursart som beskrevs av Frank Jason Smiley 1992. Paracunaxoides newzealandicus ingår i släktet Paracunaxoides och familjen Cunaxidae. Inga underarter finns listade i Catalogue of Life.